# Endomelanconium nanum
Endomelanconium nanum är en svampart som beskrevs av Gamundí & Aramb. 1983. Endomelanconium nanum ingår i släktet Endomelanconium och familjen Helotiaceae.   Inga underarter finns listade i Catalogue of Life.